# 30 Pułk Piechoty (Imperium Rosyjskie)

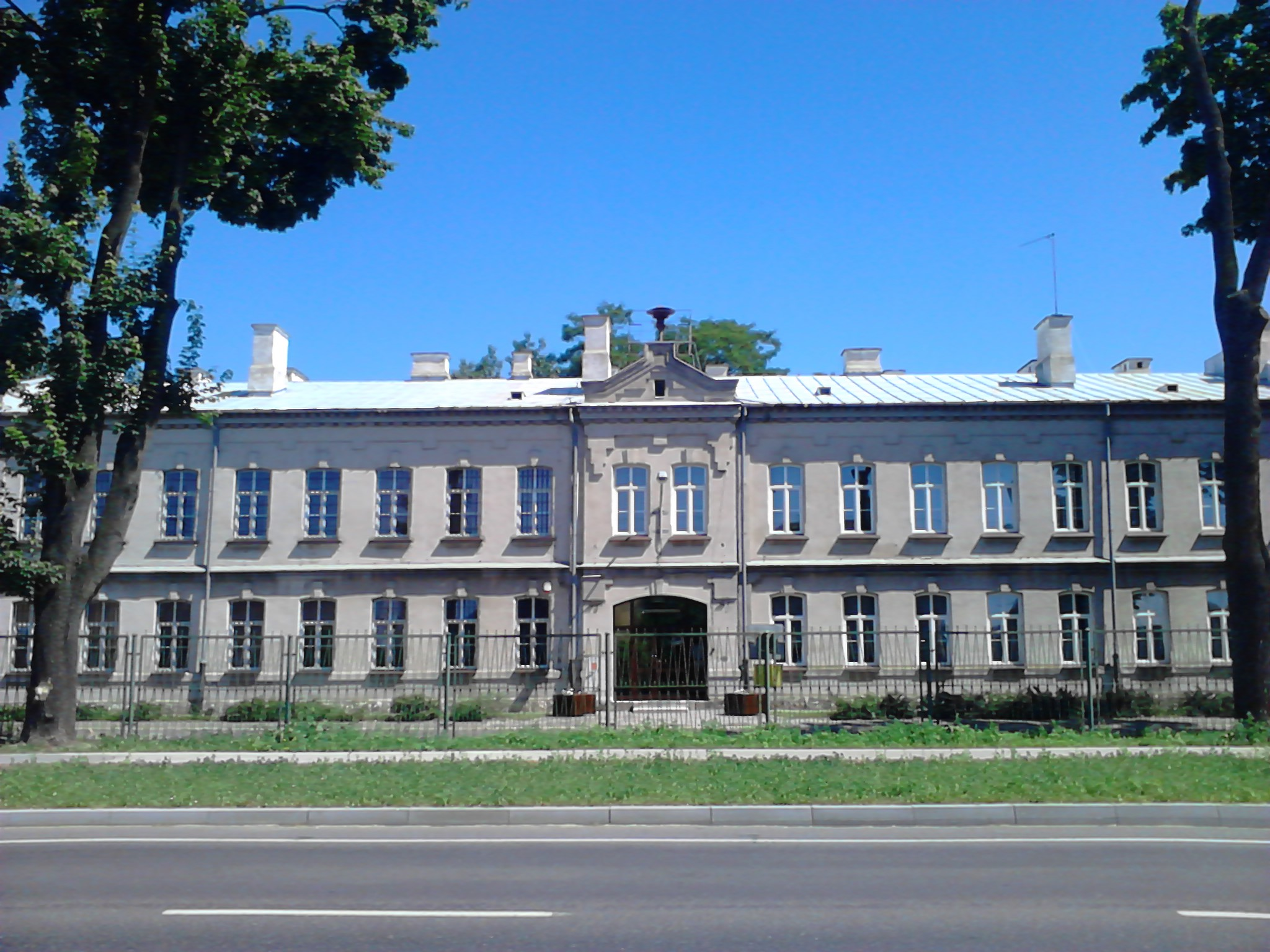
Budynek w przasnyskich koszarach zajmowanym do 1913 przez 30 pp

30 Połtawski pułk piechoty (ros. 30-й пехотный Полтавский полк) – oddział piechoty okresu Imperium Rosyjskiego.

## Charakterystyka
Sformowany w 1798 za panowania carycy Katarzyny II Wielkiej. Stacjonował między innymi w Warszawie. Nosił nazwy: Połtawski pp (1811–1864).

 W przededniu I wojny światowej pułk etatowo posiadał cztery bataliony po cztery kompanie oraz kompanię tyłową. Kompania piechoty czasu wojny liczyła około 240 żołnierzy i 4–5 oficerów. Na szczeblu pułku występował także pododdział karabinów maszynowych (8 km), łączności (w tym 14 konnych gońców i 21 telefonistów) i zwiadowczy (64 zwiadowców, w tym 4 kolarzy). W sumie pułk liczył około 4000 żołnierzy.

## Podporządkowanie
Lipiec 1914:
- 15 Korpus Armijny – Warszawa
  - 8 Dywizja Piechoty – Warszawa
    - 1 Brygada Piechoty – Warszawa
      - 30 Połtawski pułk piechoty – Warszawa